# I. e. 110-es évek
Évszázadok: i. e. 3. század – i. e. 2. század – i. e. 1. század
Évtizedek: i. e. 160-as évek – i. e. 150-es évek – i. e. 140-es évek – i. e. 130-as évek – i. e. 120-as évek – i. e. 110-es évek – i. e. 100-as évek – i. e. 90-es évek – i. e. 80-as évek – i. e. 70-es évek – i. e. 60-as évek
Évek: i. e. 119 – i. e. 118 – i. e. 117 – i. e. 116 – i. e. 115 – i. e. 114 – i. e. 113 – i. e. 112 – i. e. 111 – i. e. 110